# Abjat-sur-Bandiat
Abjat-sur-Bandiat, okzitanisch  Ajac de Bandiat, ist eine französische Gemeinde mit 635 Einwohnern (Stand 1. Januar 2022) im Département Dordogne in der Region Nouvelle-Aquitaine (vor 2016 Aquitanien). Sie gehört zum Arrondissement Nontron, zum Kanton Périgord Vert Nontronnais und zum Gemeindeverband Périgord Nontronnais. Die Einwohner werden als Abjacois bzw. Abjacoises bezeichnet.

## Etymologie
Die Ursprünge des Namens Abjat gehen sehr wahrscheinlich auf den lateinischen Männernamen Apicius oder auch auf den gallorömischen Eigennamen Avitius mit der Nachsilbe -acum als Ortsbezeichnung bzw. Besitzanspruch zurück.
Auf der Cassini-Karte, die 1756 und 1789 herausgegeben wurde, erschien der Ort als Abjac. 1864 wurde er in „Abjat-de-Nontron“ umbenannt. Der heutige Name besteht seit 1975. Der Namenszusatz bezieht sich auf den die Gemeinde entwässernden Fluss Bandiat, einem linken Nebenfluss der Tardoire.

## Geographie

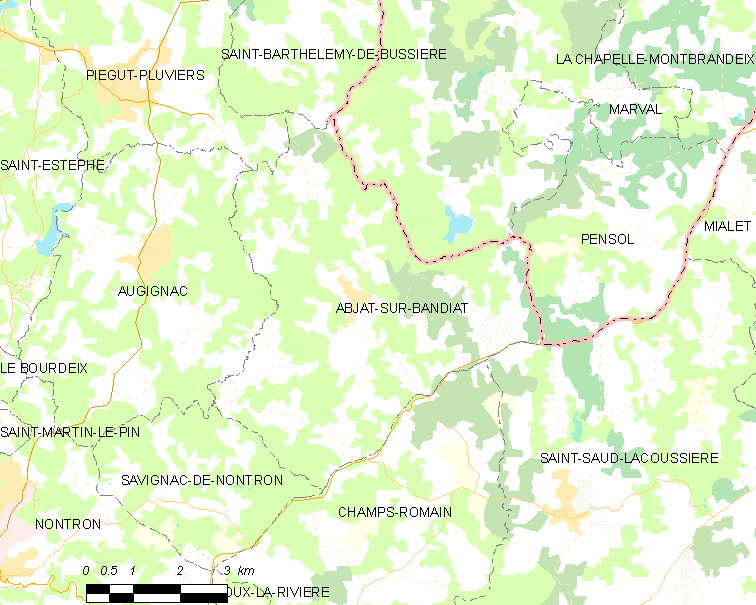
Lagekarte von Abjat-sur-Bandiat

Abjat-sur-Bandiat ist Grenzgemeinde zum Département Haute-Vienne und liegt rund 60 Kilometer südwestlich von Limoges. Der Ortskern ist zehn Kilometer (Luftlinie) von dem im Südwesten gelegenen Nontron entfernt, bis Piégut-Pluviers im Nordwesten sind es sieben Kilometer.
Abjat-sur-Bandiat wird von folgenden acht Gemeinden umgeben:
| Piégut-Pluviers     | Saint-Barthélemy-de-Bussière                | Marval (Haute-Vienne)  |
| Augignac            | Kompassrose, die auf Nachbargemeinden zeigt | Pensol (Haute-Vienne)  |
| Savignac-de-Nontron | Champs-Romain                               | Saint-Saud-Lacoussière |

Das Gemeindegebiet von Abjat-sur-Bandiat umfasst folgende Weiler, Gehöfte, Mühlen, Schlösser, ein Gut und Geländepunkte:
Barthouleix, Belle Vue, Bigaumont, Bois d’en Pied, Bois de la Croix, Bois de Lestrade, Bois de Mirandon, Bois de Rhins, Bois des Charelles, Bois des Landes, Bois du Mas, Bost du Play, Chabanas, Chachat, Chantecor, Château de l’Étang, Chez Gouyout, Chez Tarlat, Domaine de la Malignie, Étang Blanchet, Étang de la Forêt, Étang des Chasseries, Étang du Moulin de Lestrade, Étang Millau, Fargeas, Forêt de la Malignie, Grafeuille, Gros Puy, La Blanchardie, La Chapelle Verlaine, La Charelle, La Collina, La Combette, La Juvénie, La Mazaurie, La Ripole, La Rivière, La Roderie, La Vigeonie, Labrousse, Laulandie, Le Bouchage, Le Chatenet, Le Grand Gollier, Le Moulin de Gros Puy, Le Moulin de Masfrolet, Le Moulin de Rhins, Le Petit Fargeas, Le Petit Peyrat, Les Arnaudies, Les Aumèdes, Les Bardeaux, Les Cautas, Les Chasseries, Les Granges, Les Landes (zwei unterschiedliche Weiler desselben Namens), Les Petits Bardeaux, Masfrolet, Maumont, Ménesplier, Petit Masfrolet, Peyrat, Pont Chaulet, Pont de la Vigeonie, Puizillout, Puyfromental, Quartier de Bel-Air, Rhins und Savanat.
Der topographisch tiefste Punkt des Gemeindegebietes liegt mit 196 Meter über dem Meer bei Le Bouchage am Bandiat im Südwesten. Der höchste Punkt mit 355 Meter über dem Meer befindet sich in der Nähe von La Chapelle Verlaine im Südosten. Die absolute Höhendifferenz beträgt 159 Meter. Der Ortskern befindet sich auf 271 Meter Meerhöhe.

### Verkehrsanbindung
Den Ortskern von Abjat-sur-Bandiat durchquert die D 87 (bzw. D 64 im Département Haute Vienne) von Marval nach Nontron in südwestlicher Richtung. Es kreuzt ferner die nordwest-südöstlich verlaufende D 96 von Piégut-Pluviers nach Saint-Saud-Lacoussière. Das Gemeindegebiet berührt am Nordrand die D 93 (bzw. D 75) von Piégut-Pluviers nach Marval. Den Südostrand berührt die Hauptverkehrsachse D 85 von Nontron in Richtung Châlus.

### Fernwanderwege
Durch Abjat-sur-Bandiat verläuft der Fernwanderweg GR 4 in Ost-West-Richtung. Von ihm zweigt bei La Mazaurie der GR 654 nach Süden in Richtung Saint-Saud-Lacoussière ab (Verbindung zum GR 36); der GR 654 bildet Teil des Jakobswegs (Via Lemovicensis).

### Bodenbedeckung

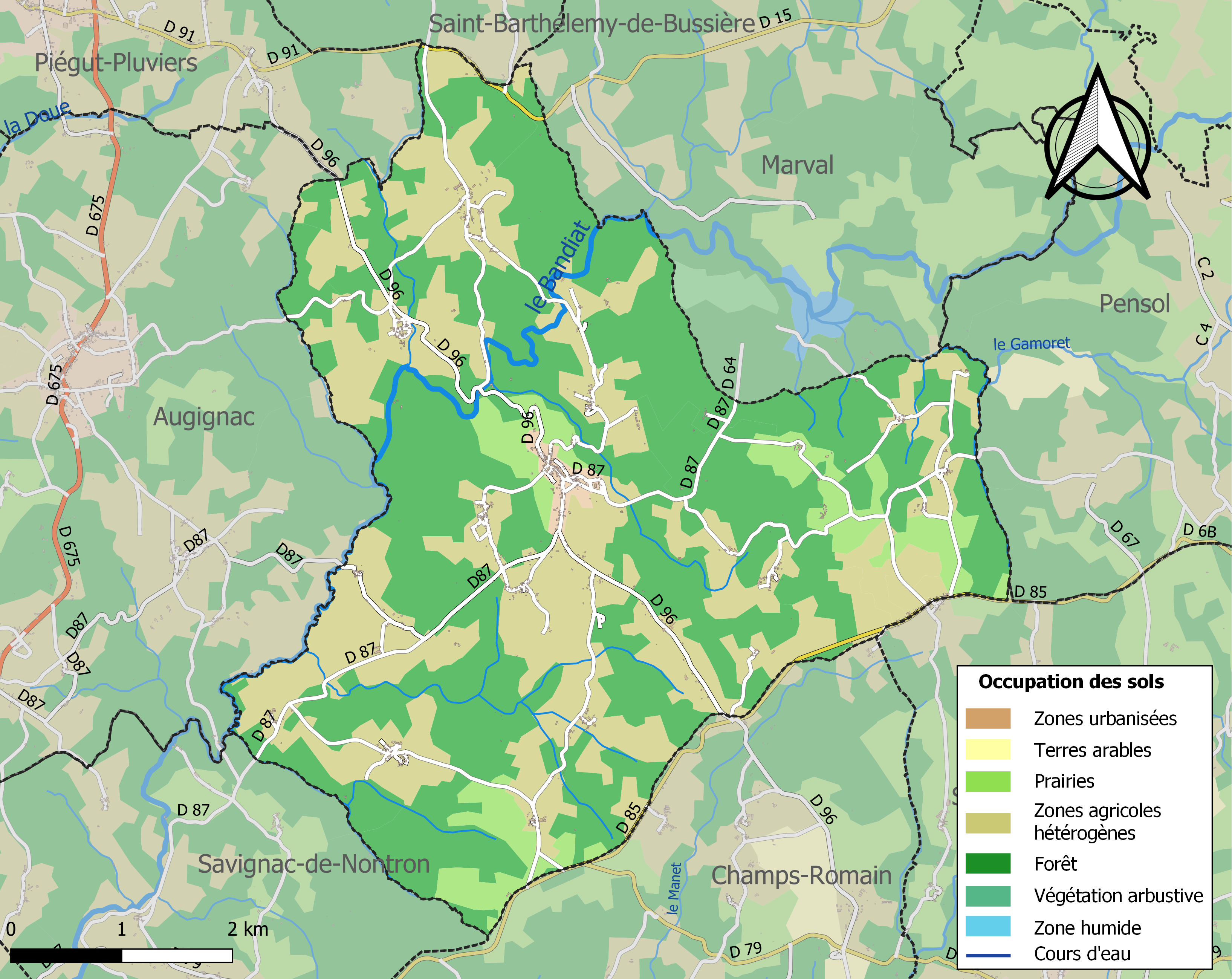
Bodenbedeckung in Abjat-sur-Bandiat

Die Bodenbedeckung der Gemeinde Abjat-sur-Bandiat schlüsselt sich im Jahr 2018 gemäß der europäischen Datenbank CORINE Land Cover (CLC) wie folgt auf:
- Wälder – 55,2 %
- heterogene landwirtschaftliche Nutzung – 36,8 %
- Wiesen – 7,1 %
- baulich beansprucht – 0,9 %.

Die Wälder und seminaturellen Ländereien stehen 2018 im Vordergrund. Sie sind mit 55,2 % gegenüber 1990 (55,9 %) nur minimal zurückgegangen.

## Klima
Die Gemeinde Abjat-sur-Bandiat besitzt ein abgeschwächtes ozeanisches Klima, das sich durch folgende Parameter auszeichnet:
| Klimaparameter im Zeitraum 1971–2000 - Jahresmittel: 11,9 °C - Anzahl der Tage unter −5 °C: 3,0 - Anzahl der Tage oberhalb 30 °C: 5,9 - Maximum im Tages-Temperaturunterschied: 15,0 °C - Jahresniederschlag: 1122 mm - Niederschlagstage im Januar: 13,1 - Niederschlagstage im Juli: 7,6 |

Durch den Klimawandel zeichnen sich Erhöhungen im Jahresmittel ab, die sich bereits auch bemerkbar machen. So ist beispielsweise an der 48 Kilometer entfernten Wetterstation am Flughafen von Limoges-Bellegarde das langjährige Jahresmittel von 11,2 °C für 1971–2000 über 11,4 °C für 1981–2010 auf 11,8 °C für 1991–2020 angestiegen – ein Zuwachs um 0,6 °C innerhalb von 20 Jahren.

## Hydrographie

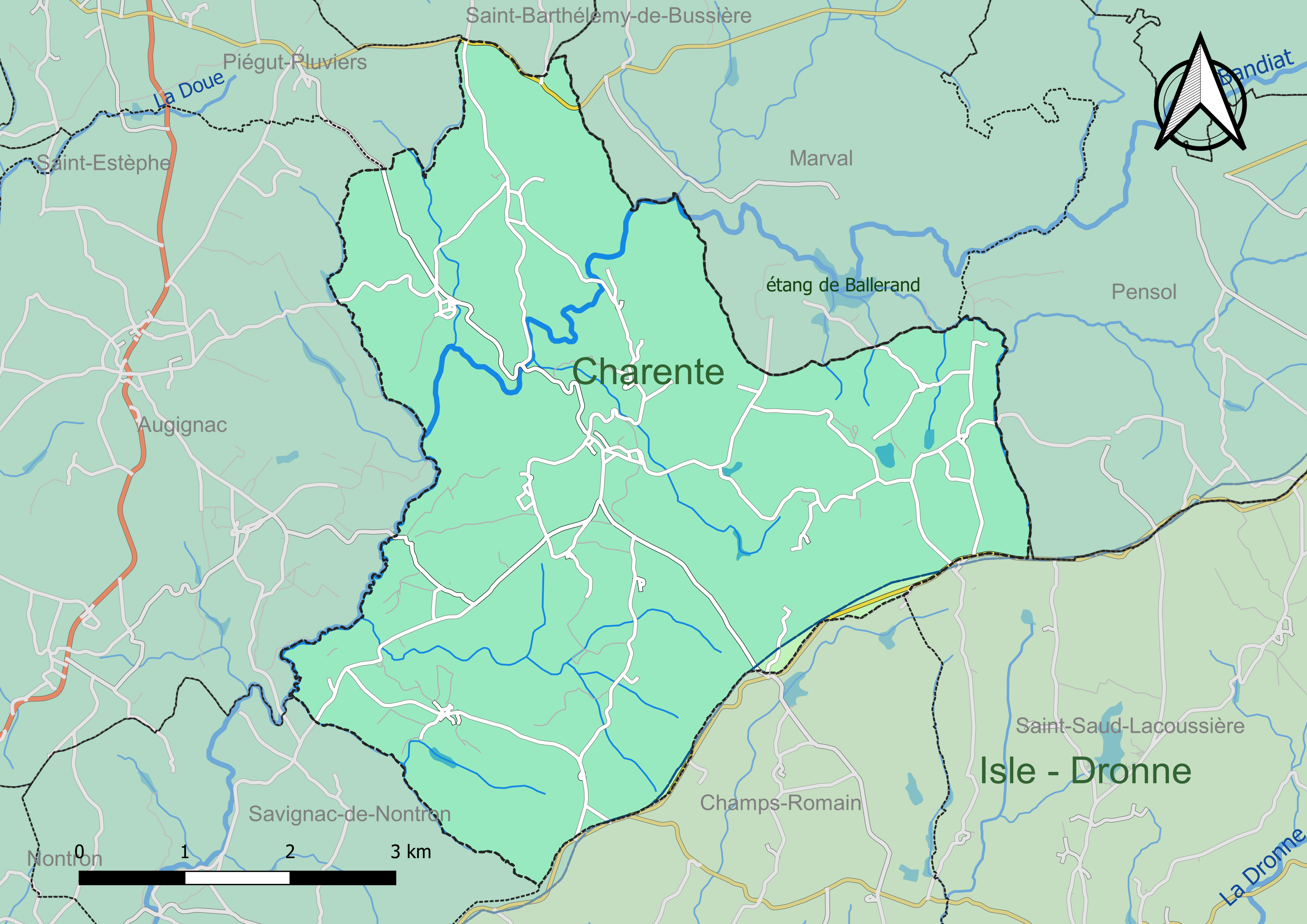
Hydrographische Karte von Abjat-sur-Bandiat

Das Gemeindegebiet wird von Nordost nach Südwest vom Bandiat durchquert, Fließrichtung ist gen Südwest in Richtung Nontron. Der Bandiat besitzt zwar viele kleinere, insbesondere linke Seitenarme, die aber alle – mit Ausnahme des Gamorets – namenlos und meist zu einer Abfolge von Weihern aufgestaut sind.
Entlang der Südostgrenze der Gemeinde verläuft die Wasserscheide zwischen dem Einzugsgebiet des Bandiats im Norden, der zum Flusssystem der Charente gehört, und dem Einzugsgebiet Isle-Dronne. Die Wasserscheide reicht nur minimal auf das Gemeindegebiet herein.
Die Gesamtlänge des Entwässerungsnetztes in Abjat-sur-Bandiat beträgt 25 Kilometer.

## Geologie

Geologische Karte von Abjat-sur-Bandiat

Abjat-sur-Bandiat liegt vollständig auf dem variszischen Grundgebirge des nordwestlichen Massif Central. Der größte Teil des Gemeindegebiets wird vom Piégut-Pluviers-Granodiorit eingenommen. Er tritt vorwiegend in seiner grobkörnigen Normalfazies (γ3M) auf. Im äußersten Südosten steht auch noch der Saint-Mathieu-Leukogranit (γ2M) an. Der Kontaktbereich zwischen den beiden Granitoiden ist überwiegend feinkörnig ausgebildet. Der Leukogranit enthält bei Chachat und bei La Chapelle Verlaine größere Enklaven von Glimmerschiefern (ξ1) der Parautochthonen Glimmerschiefereinheit. Im Süden bei Belle Vue und Savanat werden Plagioklas-führende Paragneise (ζ1–2) angetroffen, die bei Chabanas als Enklave im Granodiorit eingeschlossen sind. Die Streichrichtung ihrer Foliation zeigt in Nordrichtung. Die Paragneise sind höher metamorph als die Glimmerschiefer, sie befinden sich in der Sillimanitfazies,  wohingegen die Glimmerschiefer nur den Staurolithgrad überschritten haben.
Bei Le Chatenet tritt ein Lamprophyrgang (ν) auf, der dem Kontakt der beiden Granitoide in Nord-Süd-Richtung folgt. Auch Mikrogranitgänge (μγ) sind vorhanden, vor allem im Granodiorit (bei Chez Gouyout, Labrousse und Rhins). Sie streichen Nordost. Der Mikrogranitgang am Château de l’Étang folgt dem Kontakt der Granitoide in Richtung Nordnordost. Im Granodiorit ist ferner ein Quarzgang (Q) zu verzeichnen, der nördlich von Chabanas Nordnordwest streicht. Auch mehrere Störungen durchziehen den Granodiorit mit typisch variszischen Streichrichtungen (NNW, N, NNO und OSO).
Im Steinbruch von Abjat-sur-Bandiat entlang der rechten Talseite des Bandiats wird die Rotfazies (aγ3M) des Piégut-Pluviers-Granodiorits abgebaut und hauptsächlich zu Schotter und Granulat weiterverarbeitet; der Schotter (Splitt) ist wegen seiner kräftigen Färbung ein beliebter Rohstoff für den Wege- und Straßenbau.
Die Gesteine des Grundgebirges werden an mehreren Stellen im Gemeindegebiet von tiefgründigen Alteriten (A) verhüllt.
Vor La Roderie talabwärts verbreitert sich das Bandiattal – der Fluss hat hier holozänes Alluvium (Fz) abgelagert.

## Ökologie

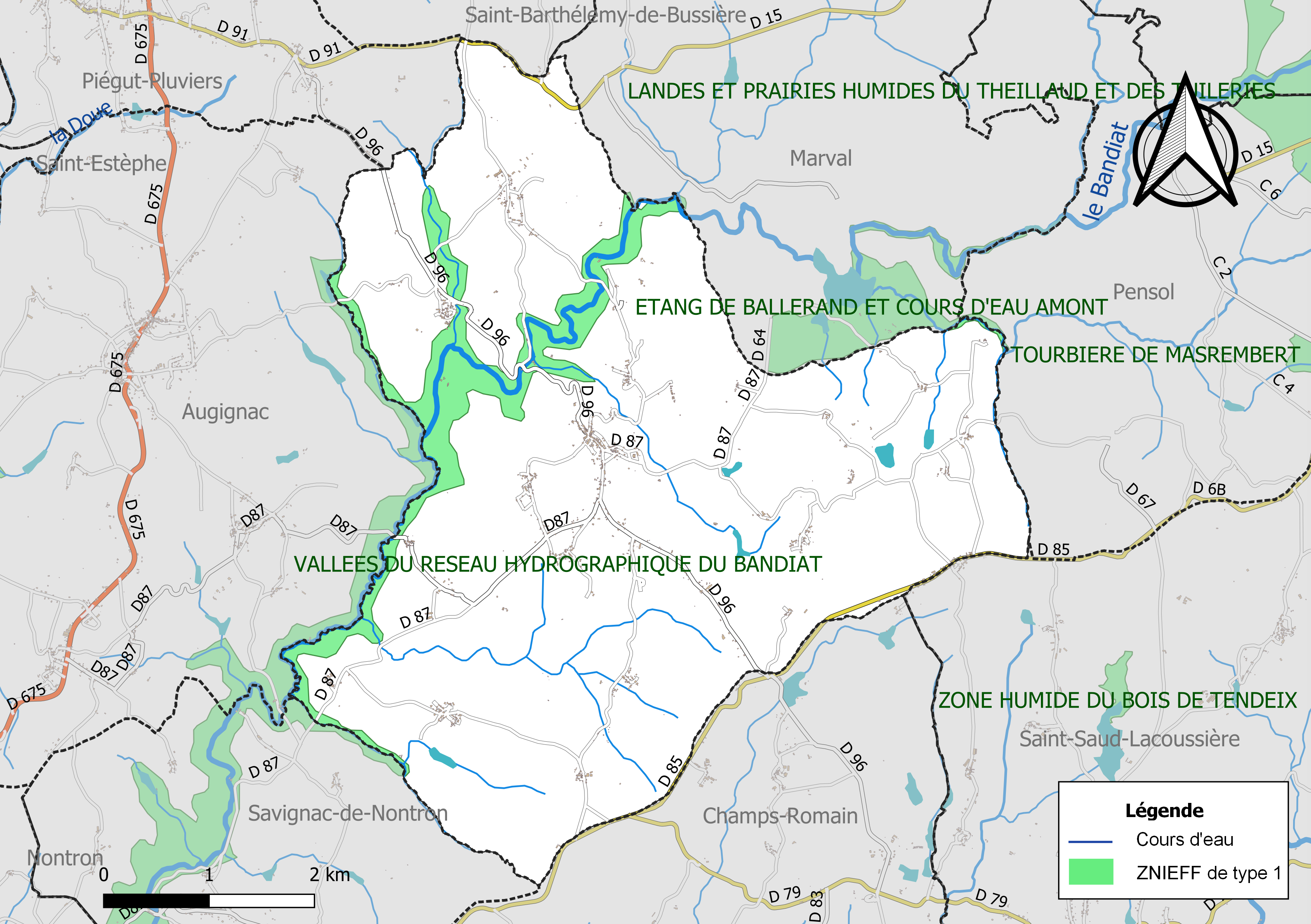
Schutzgebiete des Typus 1

### Naturpark
Die Gemeinde Abjat-sur-Bandiat bildet seit 1998 einen integralen Bestandteil des Regionalen Naturparks Périgord-Limousin.

### Schutzgebiet
Unter Naturschutz stehen das gesamte Bandiattal und die Unterläufe zweier rechter Nebenbäche. Diese Gebiete sind als kontinentale ZNIEFF (Französisch zone naturelle d'intérêt écologique, faunistique et floristique) des Typus 1 unter der Bezeichnung Vallées du réseau hydrographique du Bandiat ausgewiesen. Ihre Flora besteht aus über 100 Pflanzenarten mit Großer Odermennig (Agrimonia procera) und Atlantisches Hasenglöckchen (Hyacinthoides non-scripta) als Indikatorpflanzen.

## Geschichte
Die Gemeinde wird im Jahr 1185 als Abjac urkundlich erwähnt.
Im Zuge der Rebellion der Croquants wurde am 3. Mai 1640 in Abjat-sur-Bandiat – nachdem der Ort verbarrikadiert worden war – eine 25 Mann starke Reiterkompagnie aus Thiviers von drei- bis vierhundert aufgebrachten Bauern angegriffen und ihr Kommandant getötet.
Im Jahr II der Französischen Revolution (1793/1794) fusionierte die ehemalige Gemeinde Laborie Loubeyrat (heute Peyrat) mit Abjat.

## Bevölkerungsentwicklung
| Bevölkerungsentwicklung in Abjat-sur-Bandiat | Bevölkerungsentwicklung in Abjat-sur-Bandiat | Bevölkerungsentwicklung in Abjat-sur-Bandiat |
| -------------------------------------------- | -------------------------------------------- | -------------------------------------------- |
| Jahr                                         | Einwohner                                    |                                              |
| 1962                                         | 949                                          |                                              |
| 1968                                         | 837                                          |                                              |
| 1975                                         | 716                                          |                                              |
| 1982                                         | 687                                          |                                              |
| 1990                                         | 693                                          |                                              |
| 1999                                         | 624                                          |                                              |
| 2006                                         | 640                                          |                                              |
| 2011                                         | 650                                          |                                              |
| 2016                                         | 617                                          |                                              |
| 2017                                         | 620                                          |                                              |
| 2019                                         | 622                                          |                                              |
| 2021                                         | 631                                          |                                              |
| 2022                                         | 635                                          |                                              |

Quelle: INSEE
Die Bevölkerungszahlen von Abjat-sur-Bandiat sind seit 1962 unter leichten Schwankungen generell rückläufig (Bevölkerungsverlust von 35 Prozent). Die Situation hat sich aber seit 1999 stabilisiert und ist seit 2019 sogar wieder langsam am Ansteigen.
Seine höchste Bevölkerung hatte Abjat im Jahr 1891 mit 1716 Einwohnern.
Bei einer Fläche von 27,62 Quadratkilometer besitzt die Gemeinde eine Bevölkerungsdichte von 23 Einwohner/km².

## Bürgermeister
Bürgermeister von Abjat-sur-Bandiat war seit 2001 der parteilose Rentner Jean-Claude Massiou. Im März 2014 wurde er vom parteilosen Versicherungsangestellten Jean-Pierre Villechalane abgelöst. Nach der vorübergehenden Übernahme durch Stewart Edwards im Oktober 2023 als Erster Beisitzer ist jetzt Fabrice Château seit Februar 2024 Bürgermeister in Abjat.

## Präsidentschaftswahlen 2022
| Kandidaten                       | Kandidaten            | Parteien                      | Parteien            | 1. Wahlgang | 1. Wahlgang | 2. Wahlgang | 2. Wahlgang |
| Kandidaten                       | Kandidaten            | Parteien                      | Parteien            | Stimmen     | %           | Stimmen     | %           |
| -------------------------------- | --------------------- | ----------------------------- | ------------------- | ----------- | ----------- | ----------- | ----------- |
|                                  | Emmanuel Macron       | En marche !                   | EM                  | 86          | 24,93 %     | 160         | 54,24 %     |
|                                  | Marine Le Pen         | Front national                | FN                  | 72          | 20,87 %     | 135         | 45,76 %     |
|                                  | Jean-Luc Mélenchon    | Front de gauche               | FDG                 | 86          | 24,93 %     |             |             |
|                                  | Éric Zemmour          | Reconquête                    |                     | 33          | 9,57 %      |             |             |
|                                  | Valérie Pécresse      | Les Républicains              | LR                  | 16          | 4,63 %      |             |             |
|                                  | Jean Lassalle         | Résistons !                   | R                   | 16          | 4,63 %      |             |             |
|                                  | Anne Hidalgo          | Parti socialiste              | PS                  | 10          | 2,90 %      |             |             |
|                                  | Fabien Roussel        | Parti communiste français     | PC                  | 10          | 2,90 %      |             |             |
|                                  | Nicolas Dupont-Aignan | Debout la République          | DLR                 | 9           | 2,61 %      |             |             |
|                                  | Yannick Jadot         | Europe Écologie-Les Verts     | EELV                | 5           | 1,45 %      |             |             |
|                                  | Nathalie Arthaud      | Lutte Ouvrière                | LO                  | 2           | 0,58 %      |             |             |
|                                  | Philippe Poutou       | Nouveau Parti anticapitaliste | NPA                 | 0           | 0,00 %      |             |             |
|                                  |                       |                               |                     |             |             |             |             |
| Gesamt                           | Gesamt                | Gesamt                        | Gesamt              | 345         | 100 %       | 295         | 100 %       |
|                                  |                       |                               |                     |             |             |             |             |
| Gültige Stimmen                  | Gültige Stimmen       | Gültige Stimmen               | Gültige Stimmen     | 345         | 95,83 %     | 295         | 86,51 %     |
| Ungültige Stimmen                | Ungültige Stimmen     | Ungültige Stimmen             | Ungültige Stimmen   | 15          | 4,17 %      | 46          | 13,49 %     |
| Wahlbeteiligung                  | Wahlbeteiligung       | Wahlbeteiligung               | Wahlbeteiligung     | 360         | 75,95 %     | 341         | 71,94 %     |
| Enthaltungen                     | Enthaltungen          | Enthaltungen                  | Enthaltungen        | 114         | 24,05 %     | 133         | 28,06 %     |
| Registrierte Wähler              | Registrierte Wähler   | Registrierte Wähler           | Registrierte Wähler | 474         |             | 474         |             |
|                                  |                       |                               |                     |             |             |             |             |
| Quelle: Ministère de l'Intérieur |                       |                               |                     |             |             |             |             |

Die Präsidentschaftswahlen 2022 in Abjat-sur-Bandiat konnte Emmanuel Macron für sich entscheiden.

## Wirtschaft und Infrastruktur

### Beschäftigung
Im Jahr 2015 betrug die erwerbstätige Bevölkerung zwischen 15 und 64 Jahren 213 Personen, was 34,0 % der Gesamtbevölkerung entspricht. Davon hatten 185 eine Beschäftigung, 28 waren arbeitslos gemeldet. Im Vergleich zu 2010 ist die Zahl der Arbeitslosen somit von 25 leicht angestiegen, die Arbeitslosenquote liegt jetzt bei 13,1 %.

### Unternehmen
Am 31. Dezember 2015 waren in der Gemeinde 66 Unternehmen ansässig, davon 34 in Handel, Transport und Dienstleistungen, 13 im Baugewerbe, 7 im Sektor Verwaltung, Lehrwesen, Gesundheitswesen und Soziales, 7 im Sektor Landwirtschaft, Forst- und Fischereiwesen sowie 5 in der Industrie.

## Sehenswürdigkeiten
Ältestes Bauwerk in Abjat-sur-Bandiat ist die romanische Kirche Saint-André aus dem 12. Jahrhundert, die im 16. und 17. Jahrhundert umgebaut wurde, Monument Historique seit 1994. Nennenswert sind ferner die Schlösser Château de l’Étang von 1846–1850 und das Château de Gros Puy aus dem 13. Jahrhundert.

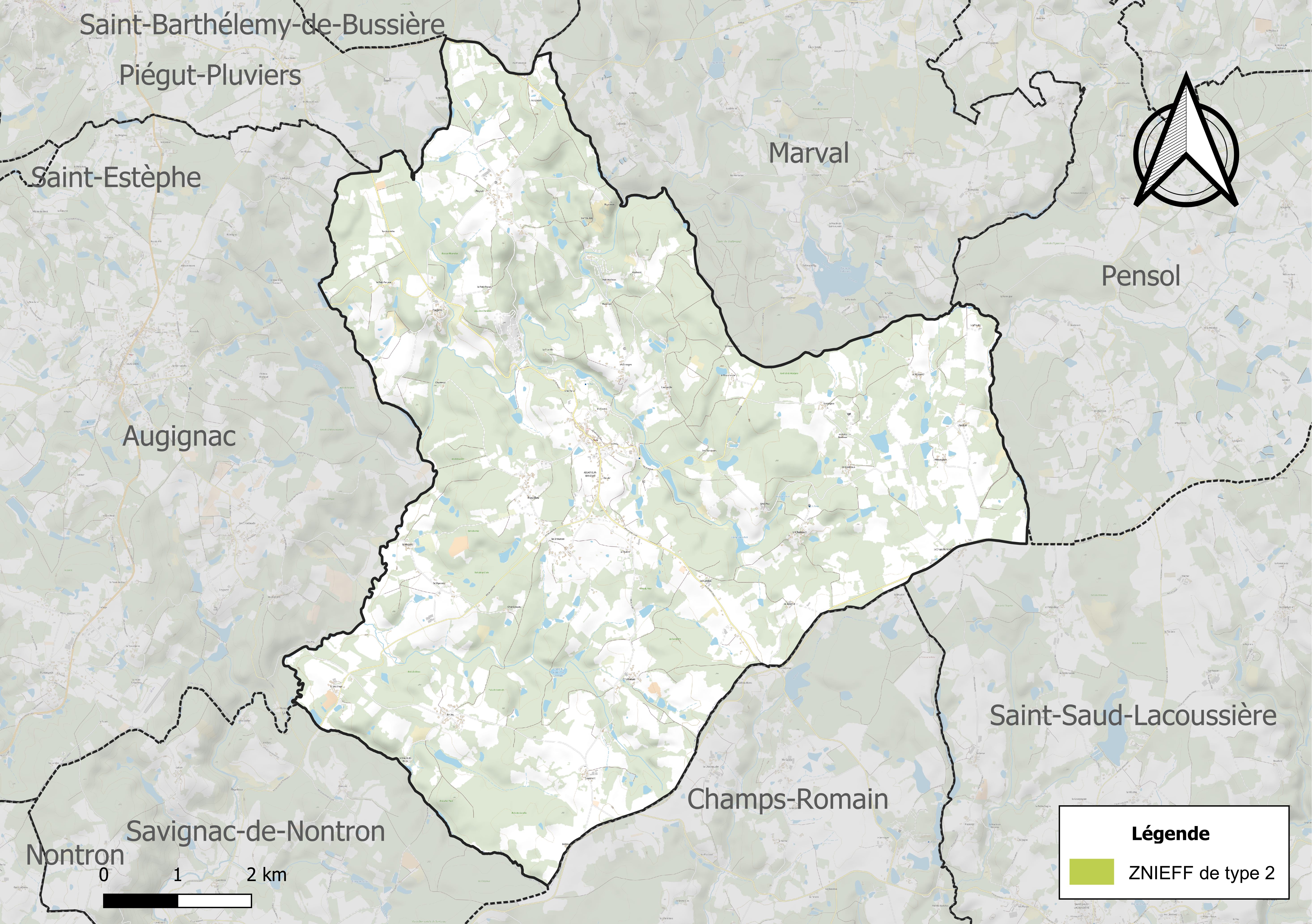
Topographische Karte von Abjat-sur-Bandiat
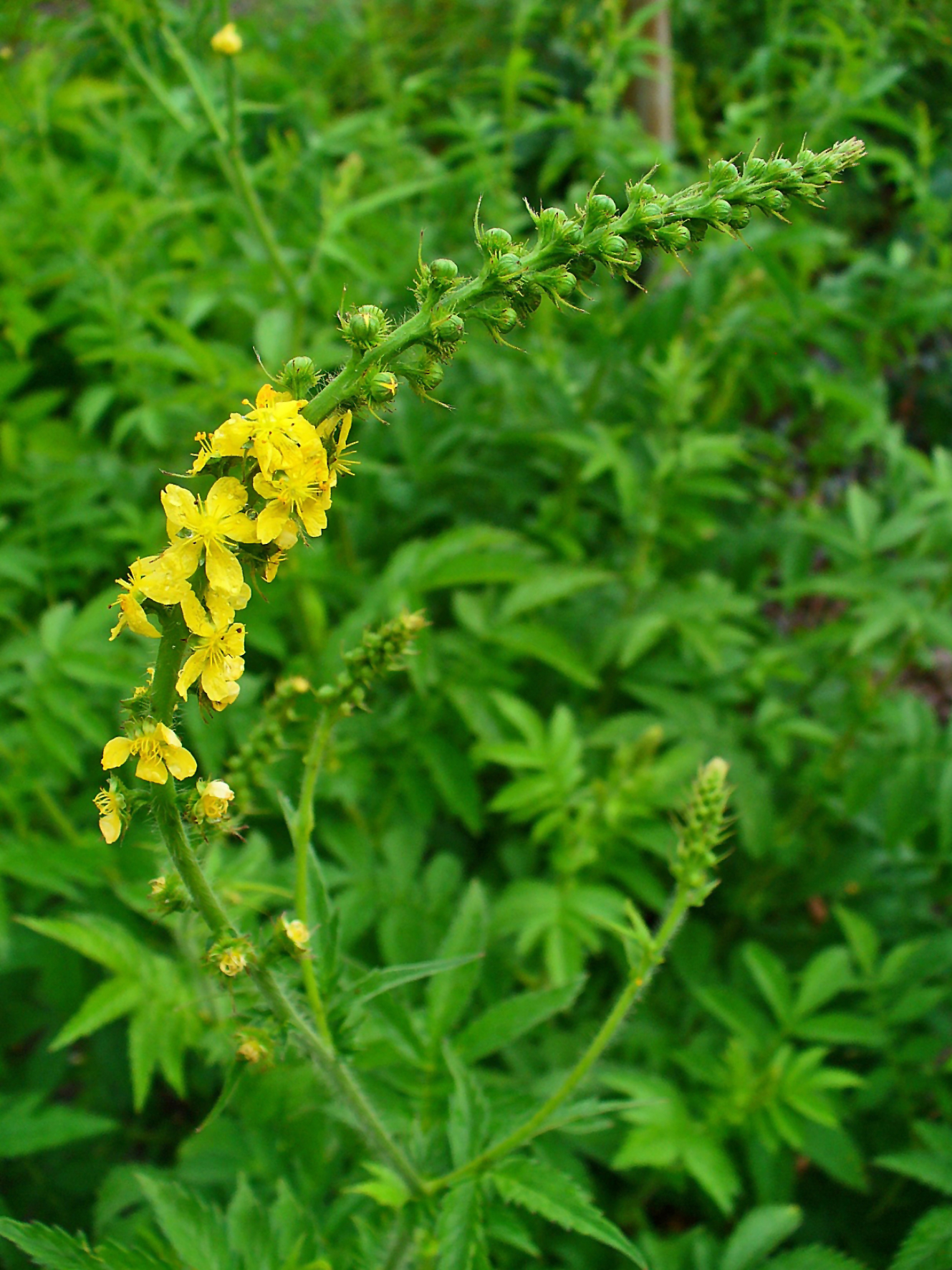
Großer Odermennig (Agrimonia procera)
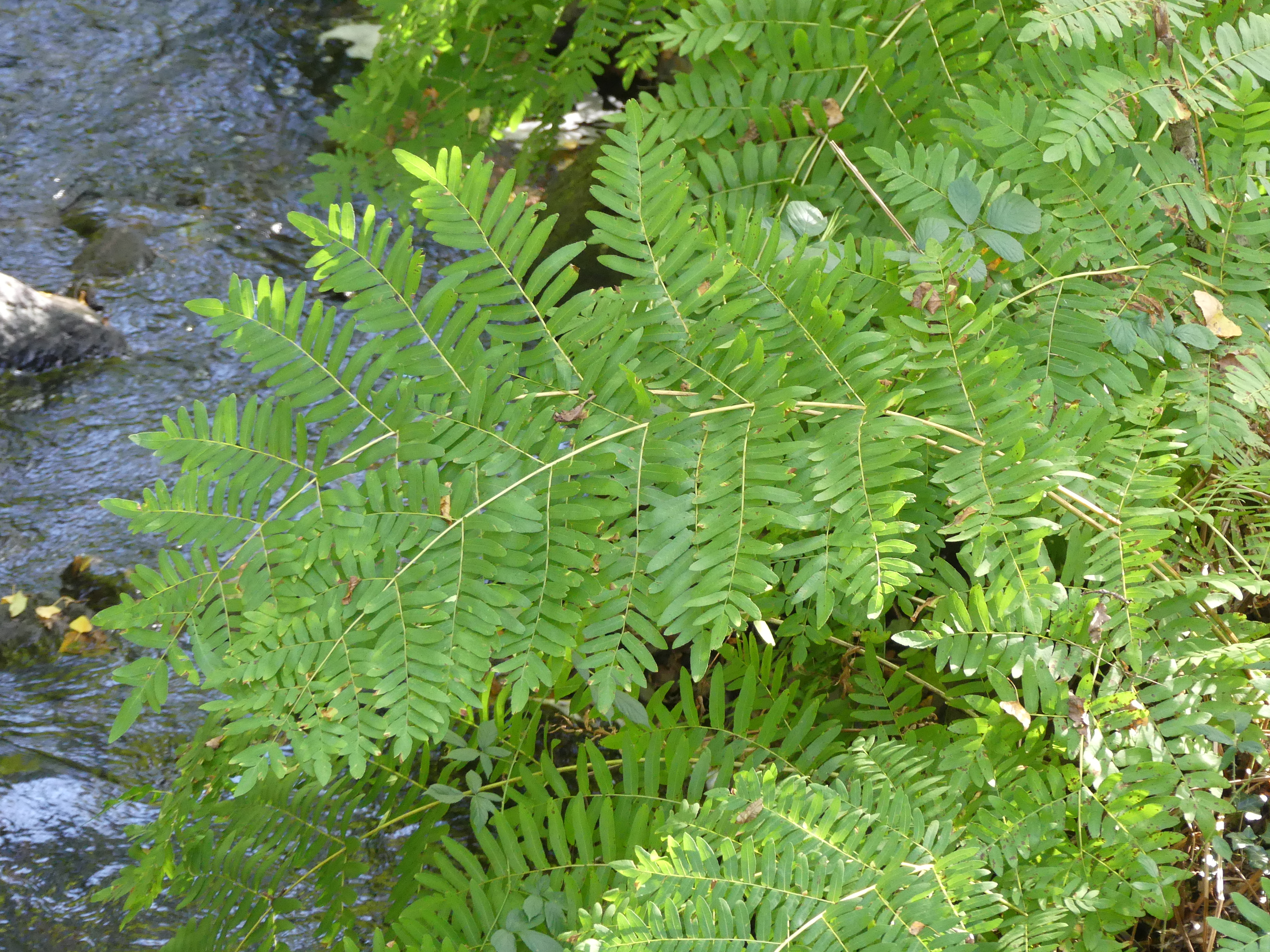
Königsfarn am Bandiat bei Maumont
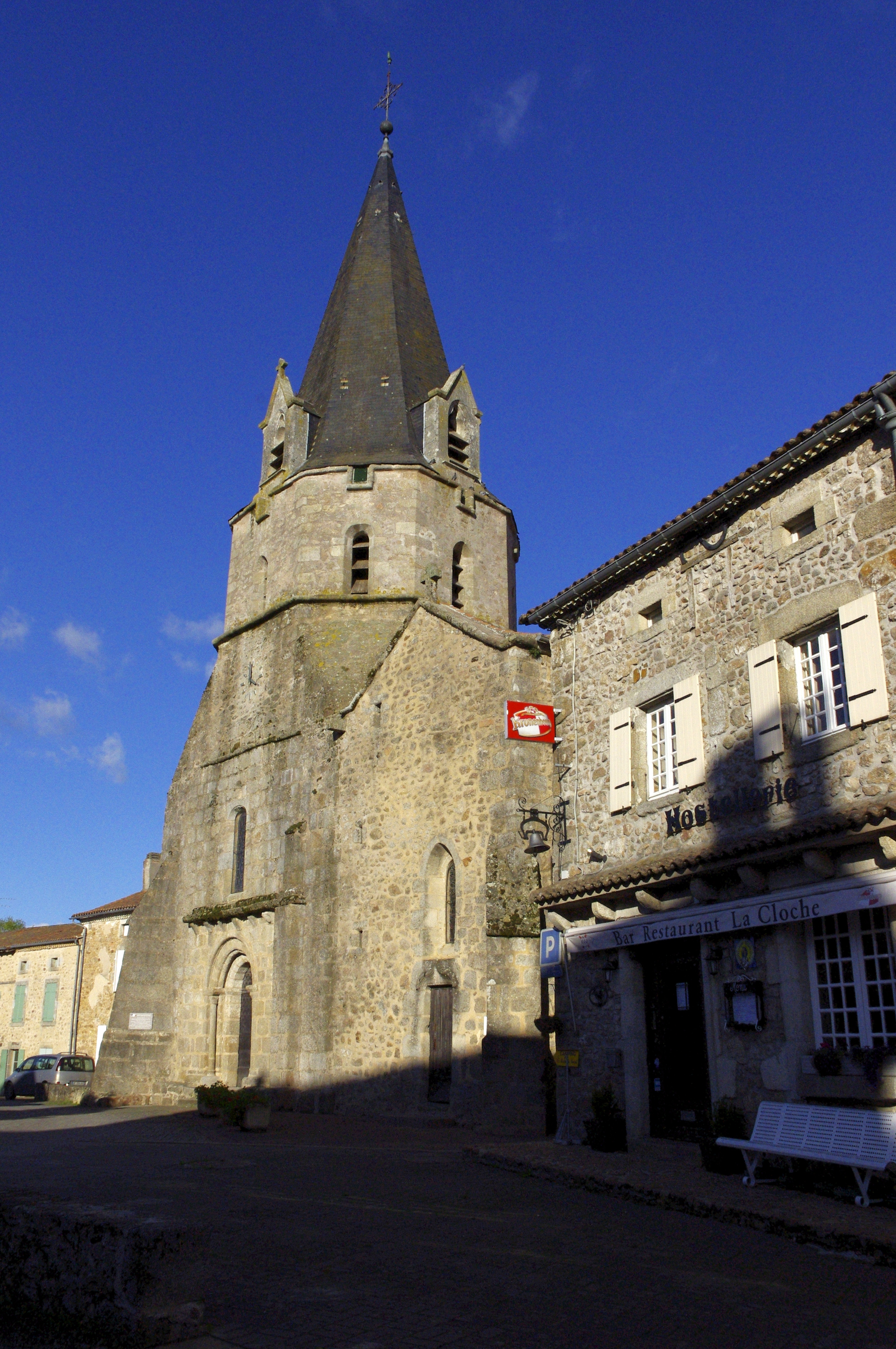
Kirche Saint André
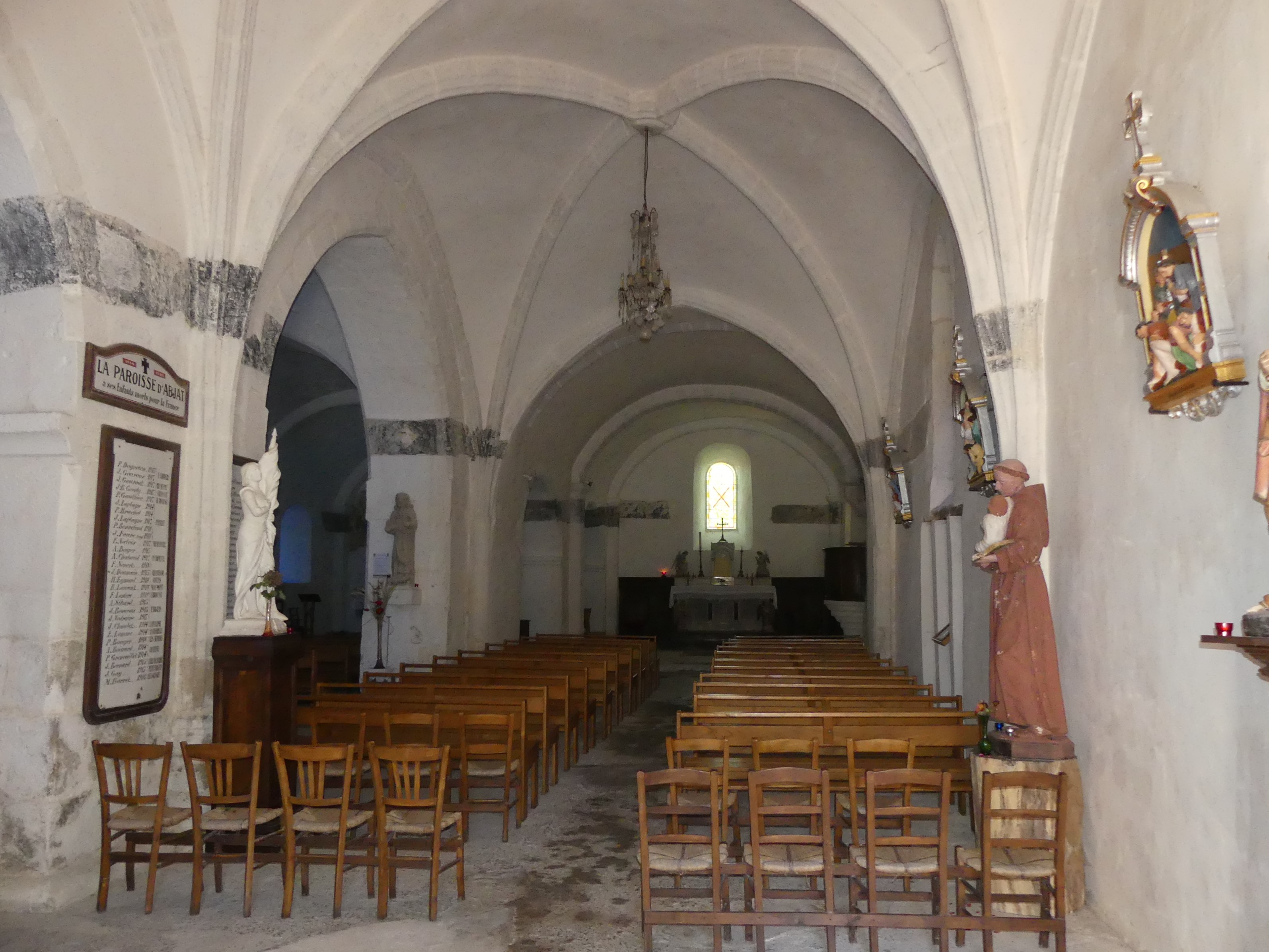
Innenraum von Saint-André
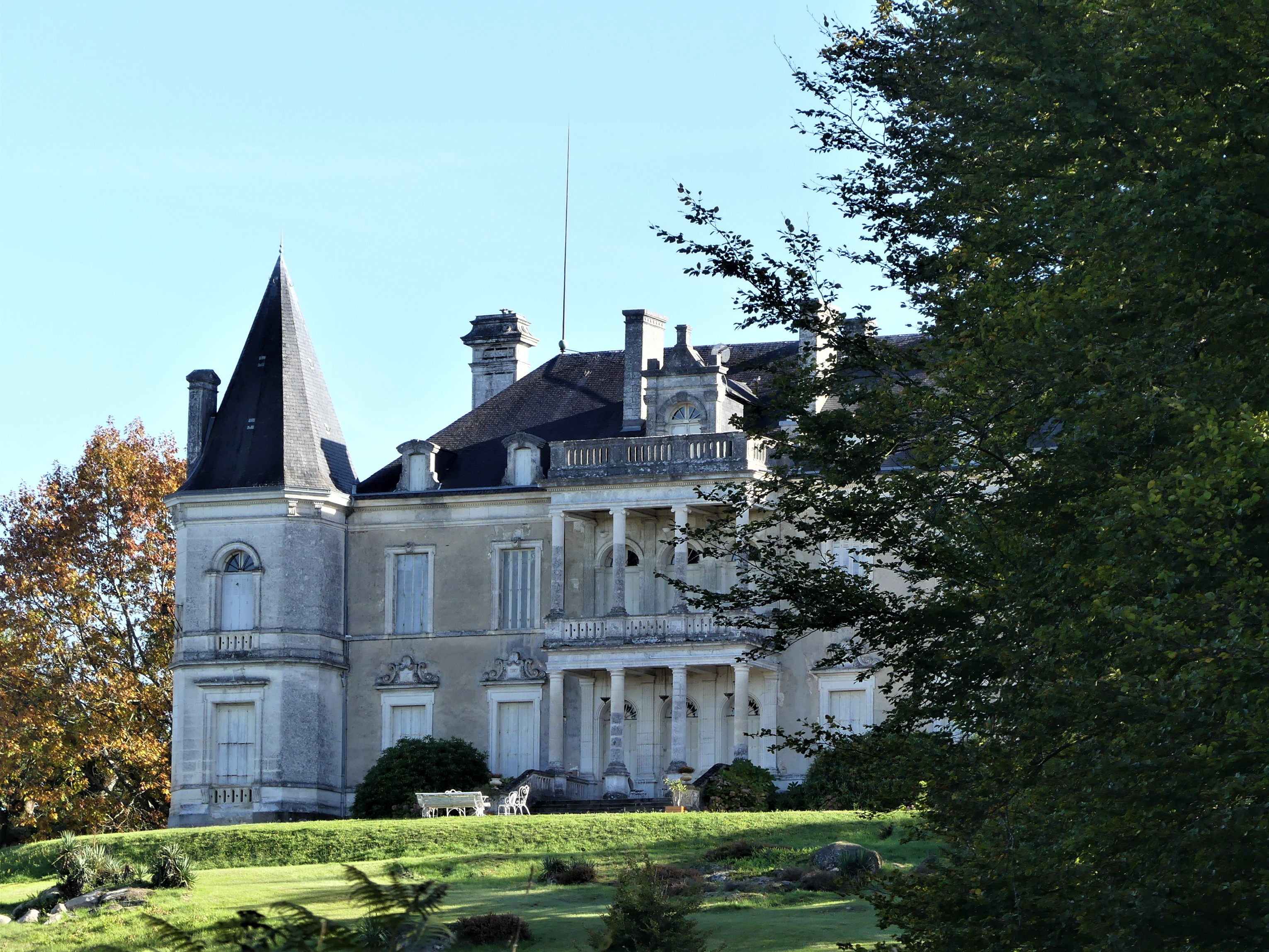
Schloss Château de l’Étang
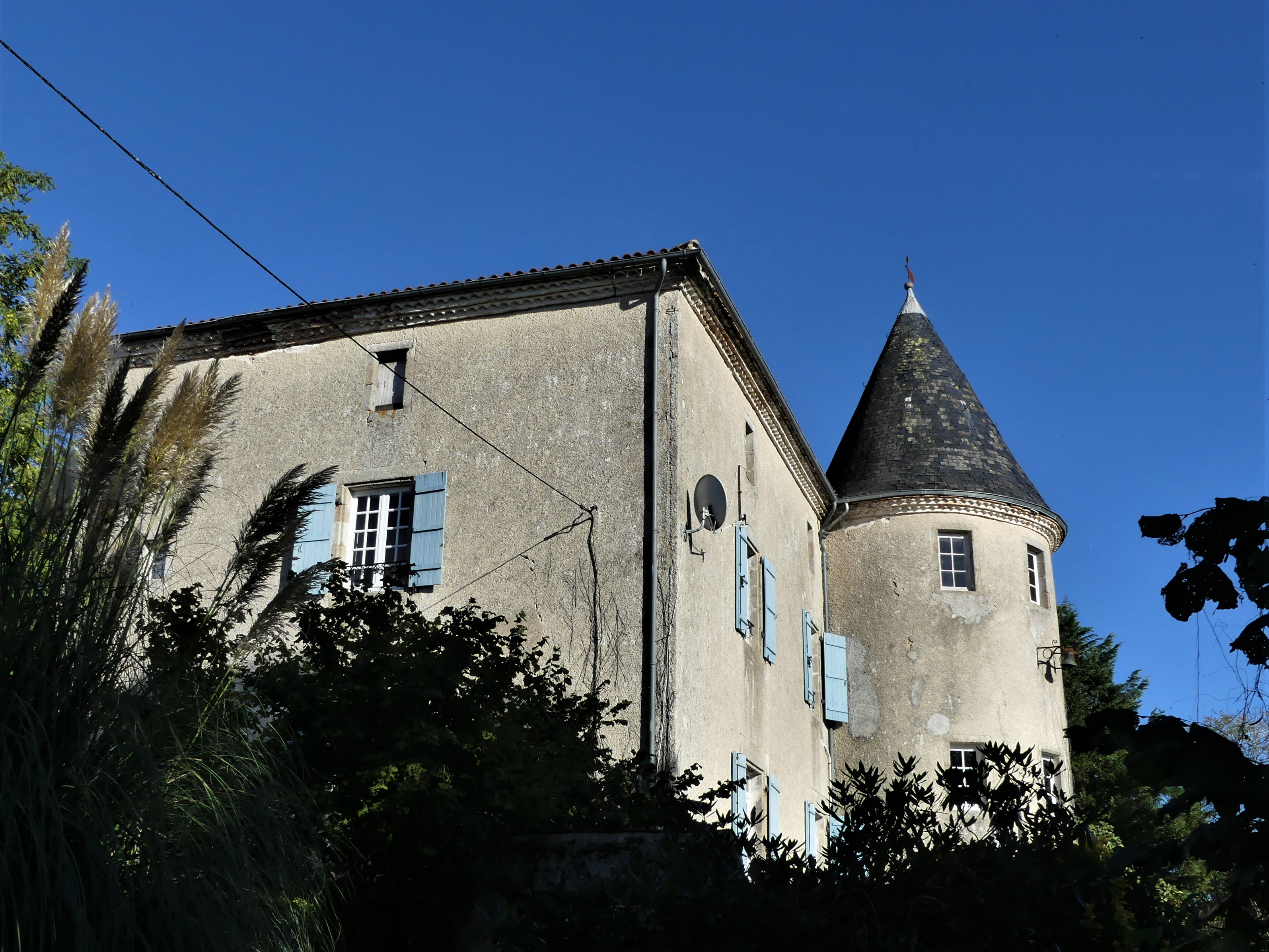
Schloss Château de Gros Puy
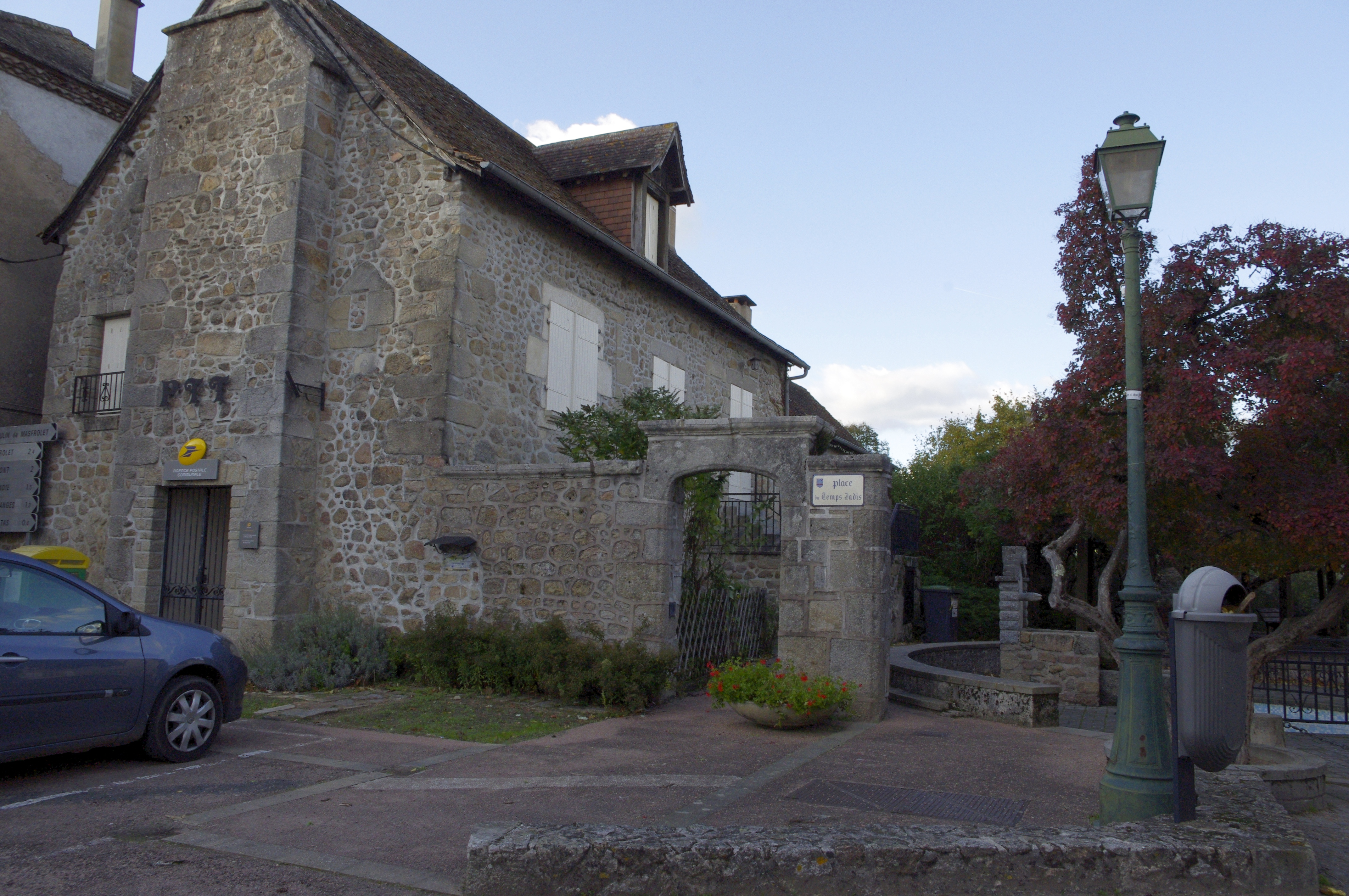
Post
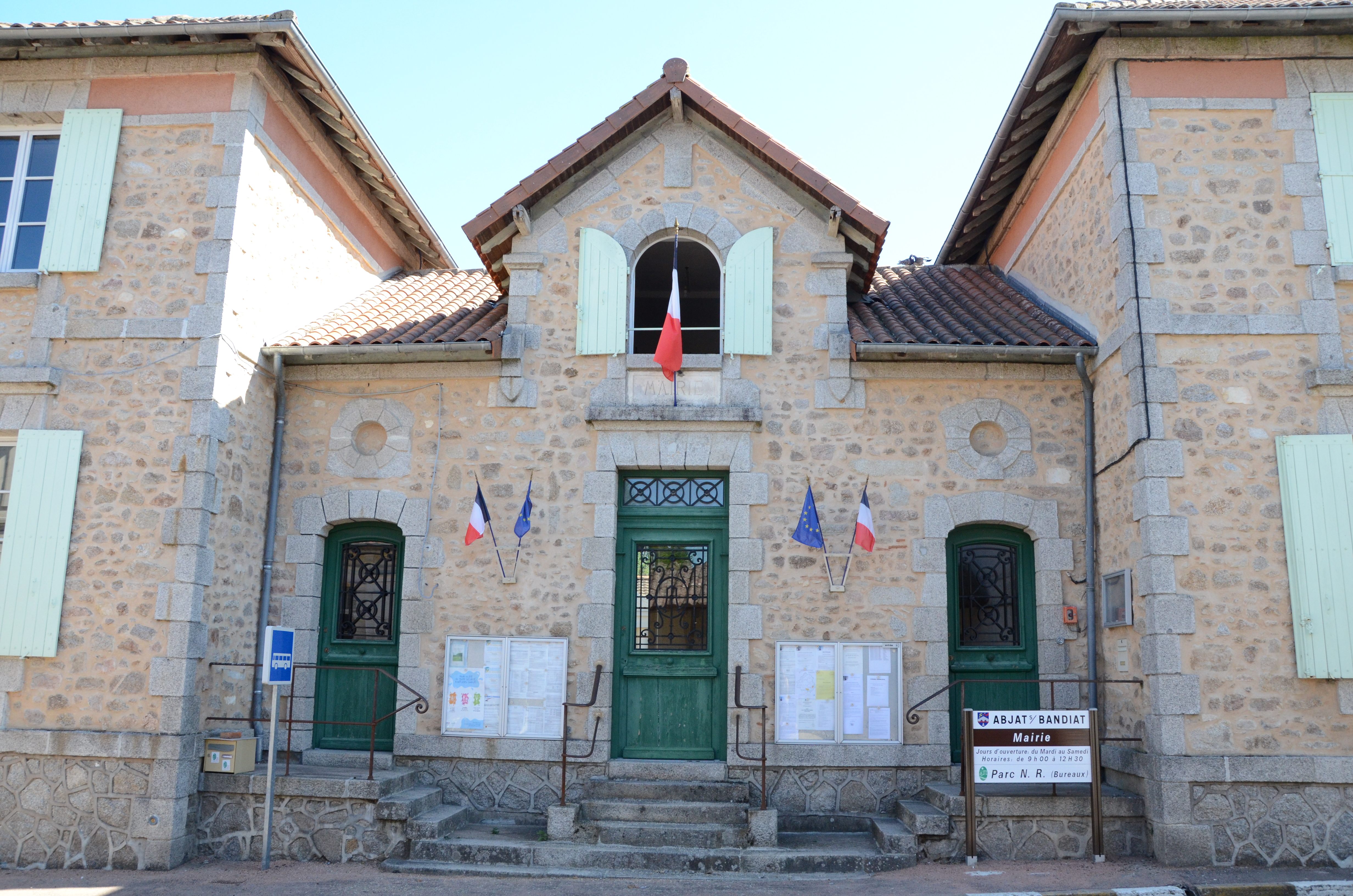
Mairie
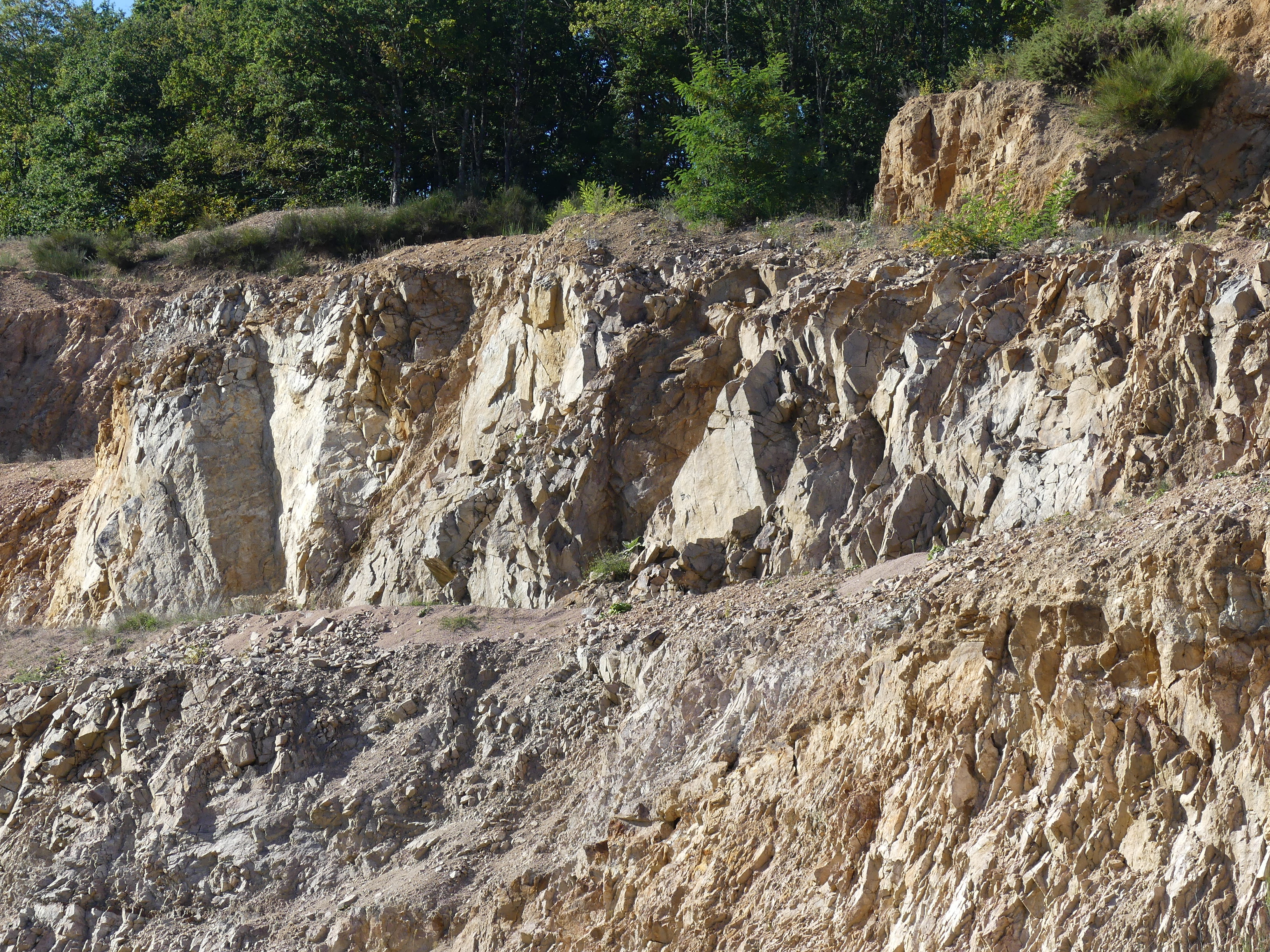
Steinbruch in der Rotfazies des Piégut-Pluviers-Granodiorits
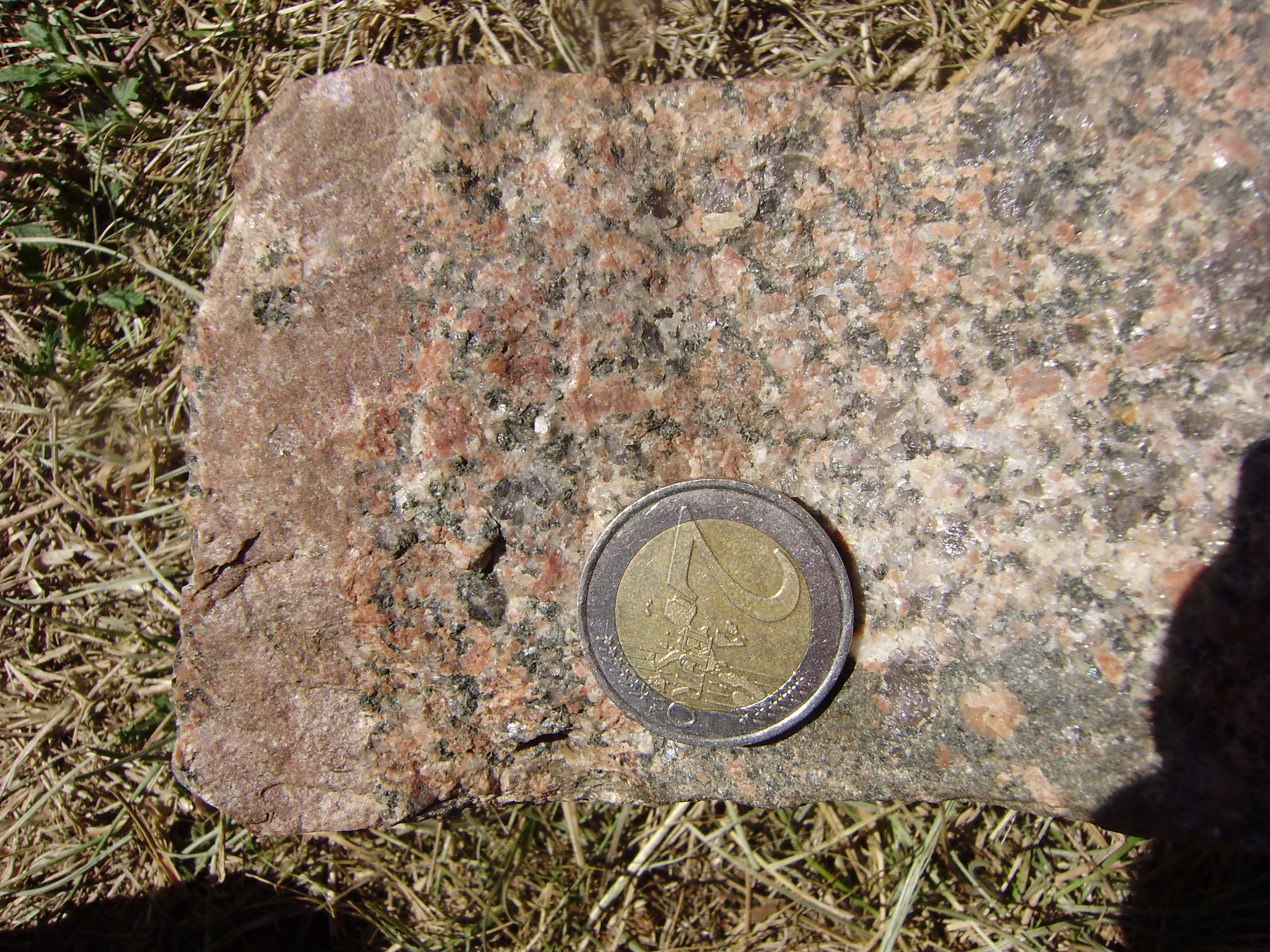
„Rotfazies“ im gewöhnlichen Granodiorit; Steinbruch bei Abjat-sur-Bandiat, am linken Rand ein rosafarbener Aplitgang
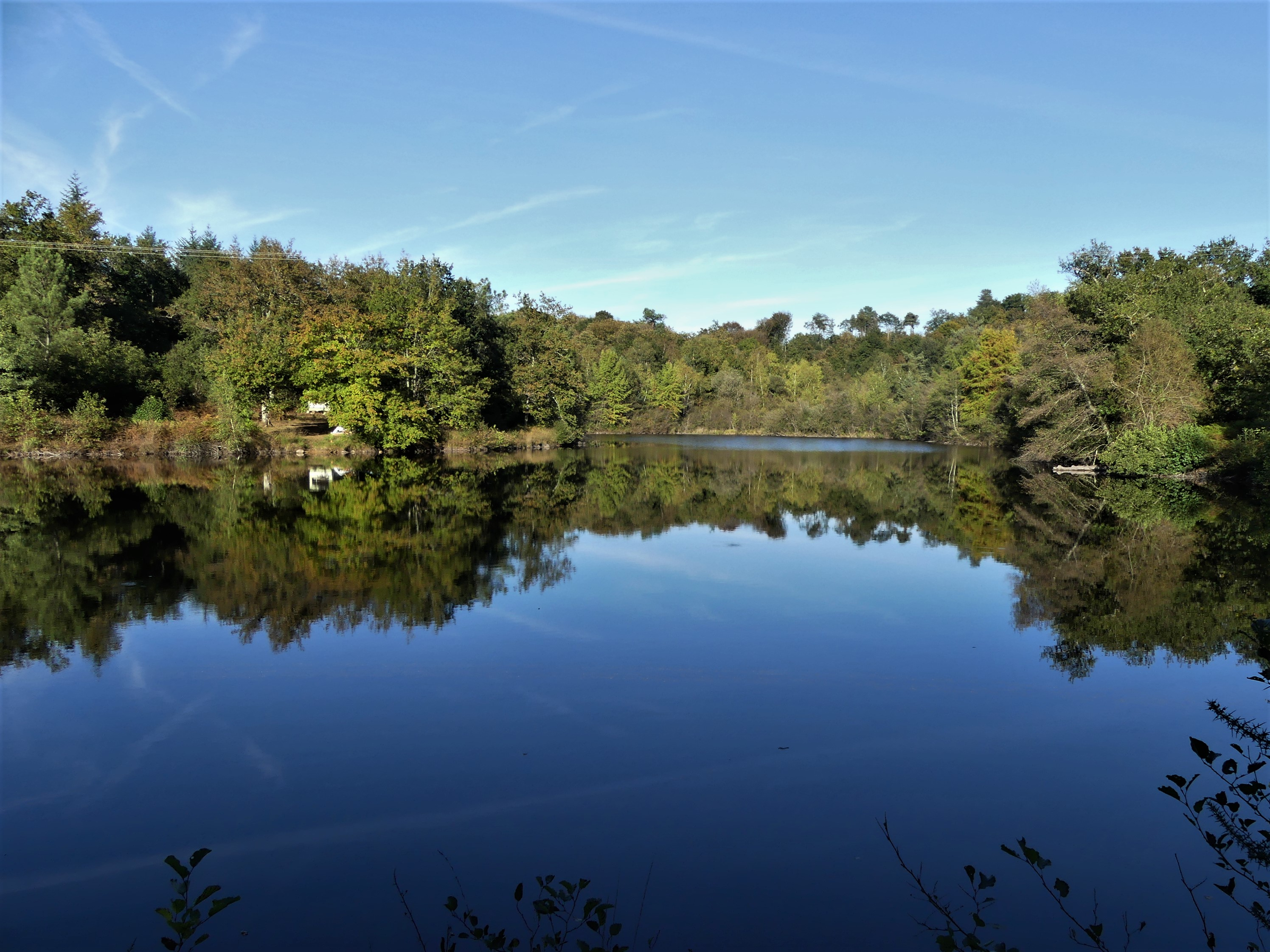
Weiher Étang des Chasseries
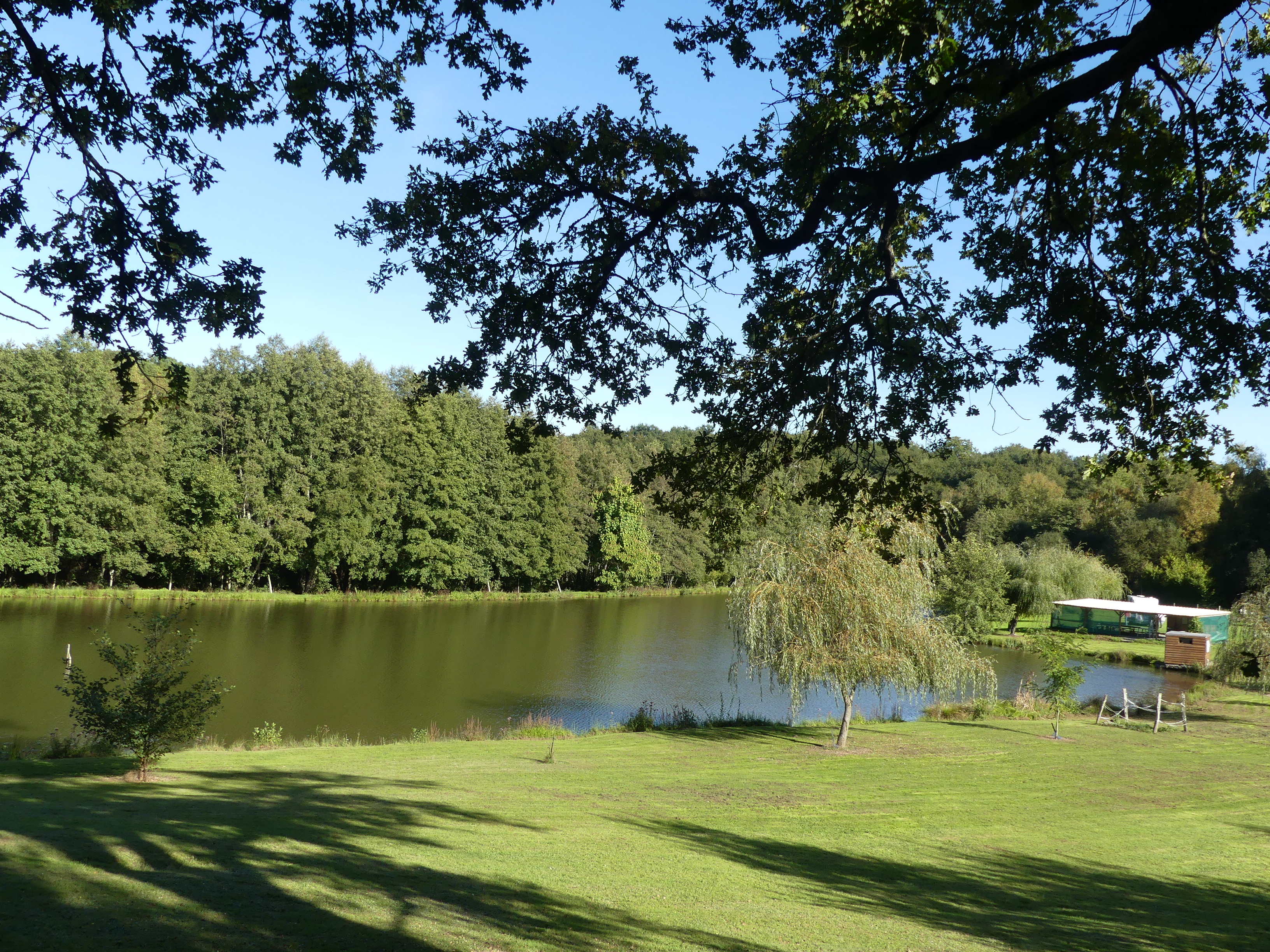
Weiher entlang der D 87